# Dejan Stanković
Dejan Stanković (Belgrad, 11 de setembre de 1978), és un exfutbolista serbi, que destacà pel seu fort tir i la seua velocitat, a més d'estar dotat d'una bona tècnica.

## Biografia
Va debutar en l'Estrella Roja de Belgrad el 1994. El 1998 emigrà al SS Lazio de la Serie A i el 2004, fitxà pel Inter de Milà.

### Internacional
Ha estat internacional amb la selecció de futbol de Sèrbia i Montenegro, i després de la divisió d'aquesta, de la Selecció de Sèrbia.

## Participacions en Copes del Món
| Mundial                                                                    | Sede     | Resultat     |
| -------------------------------------------------------------------------- | -------- | ------------ |
| Copa Mundial de França 1998 Octaus de final Copa Mundial de Futbol de 2006 | Alemanya | Primera fase |

## Clubs
| Club          | País                | Any       |
| ------------- | ------------------- | --------- |
| Estrella Roja | Sèrbia i Montenegro | 1994-1998 |
| SS Lazio      | Itàlia              | 1998-2004 |
| Inter de Milà | Itàlia              | 2004-2013 |